# Guilherand-Granges
Guilherand-Granges is een gemeente in het Franse departement Ardèche (regio Auvergne-Rhône-Alpes). De gemeente telde 11.277 inwoners op 1 januari 2022. De plaats maakt deel uit van het arrondissement Tournon-sur-Rhône.

## Geschiedenis
In de Gallo-Romeinse periode lagen er verschillende herenboerderijen (villa rustica) op het grondgebied van de gemeente. Na de volksverhuizingen trok de bevolking weg van de vruchtbare vlakte en in de merovingische en karolingische tijd ontstond een nederzetting aan de voet van de Mont Crussol in het westen van de gemeente. Toch bleef de vlakte bewoond en in de 13e eeuw werd daar de kerk van Sainte-Eulalie gebouwd. Sancta Eulalia was ook de eerste naam van de plaats; Guilherand werd pas in 1431 opgetekend. Dit was een landbouwdorp. Er ontstond ook een tweede dorpskern, Granges, die meer op handel over de Rhône en op visvangst gericht was.
In 1790 werd Guilherand-Granges een gemeente. De gemeente verstedelijkte als gevolg van de nabijheid van Valence en heeft naast een oude dorpskern een nieuw centrum met moderne architectuur.

## Geografie
De oppervlakte van Guilherand-Granges bedroeg op 1 januari 2022 6,55 vierkante kilometer; de bevolkingsdichtheid was toen 1.721,7 inwoners per km². De gemeente strekt zich uit over een vlakte tussen de Mont Crussol en de linkeroever van de Rhône, tegenover Valence.
De onderstaande kaart toont de ligging van Guilherand-Granges met de belangrijkste infrastructuur en aangrenzende gemeenten.

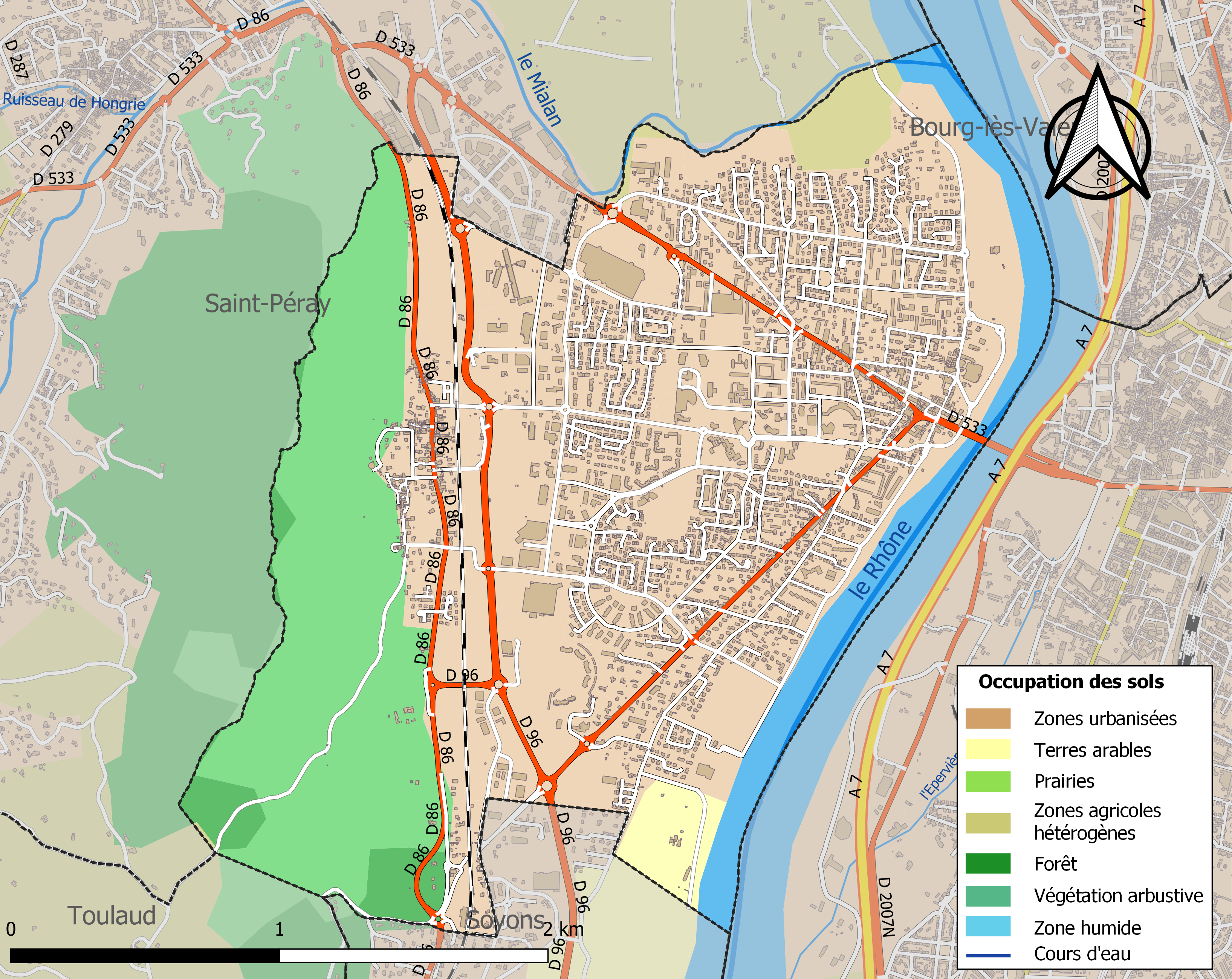

## Demografie
Onderstaande figuur toont het verloop van het inwonertal (bron: INSEE-tellingen).

Vanwege een beveiligingsprobleem met de MediaWiki Graph-software is het momenteel niet mogelijk deze grafiek weer te geven. Zodra de software is bijgewerkt zal de grafiek vanzelf weer zichtbaar worden.

## Afbeeldingen

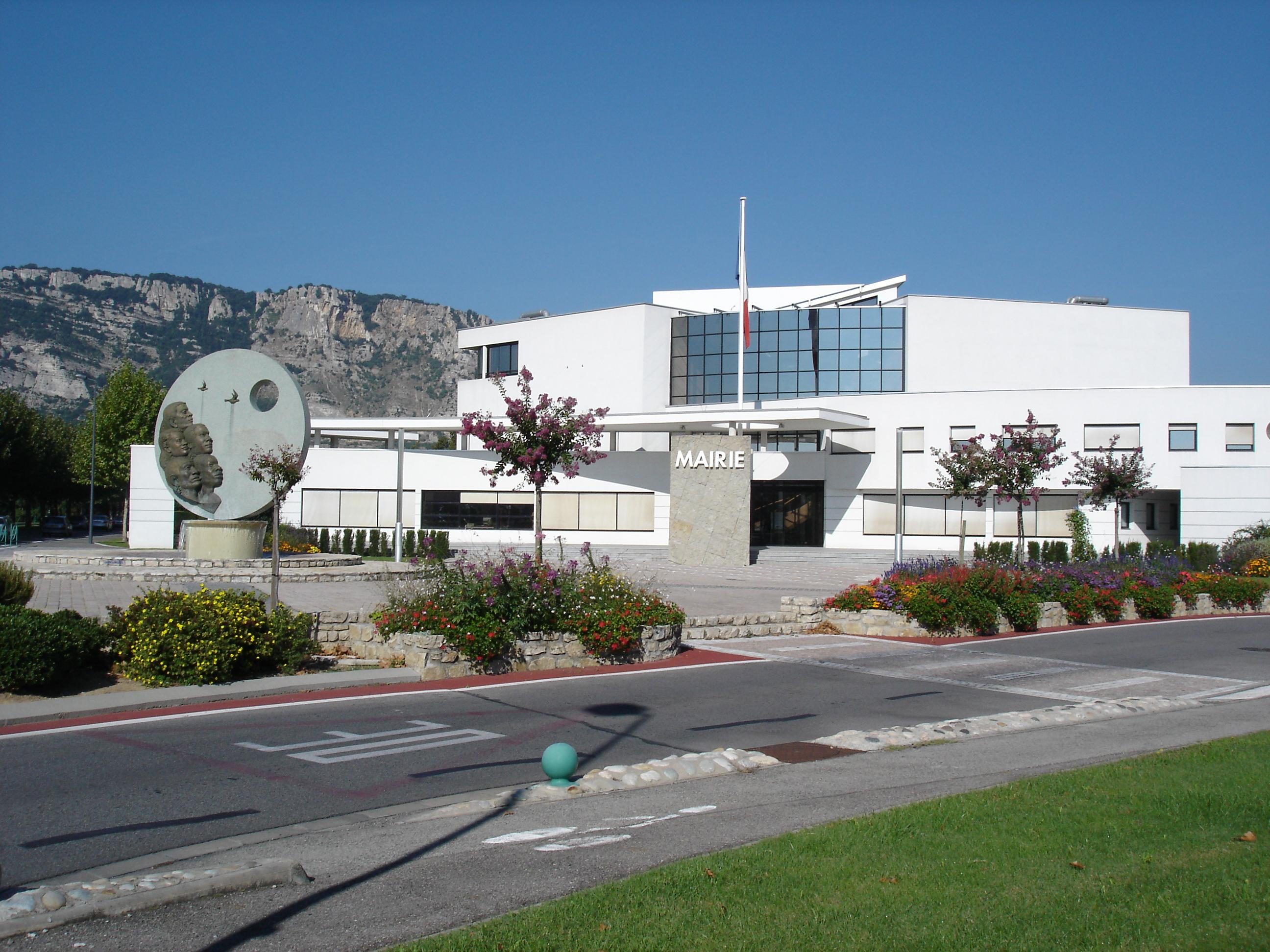
Gemeentehuis
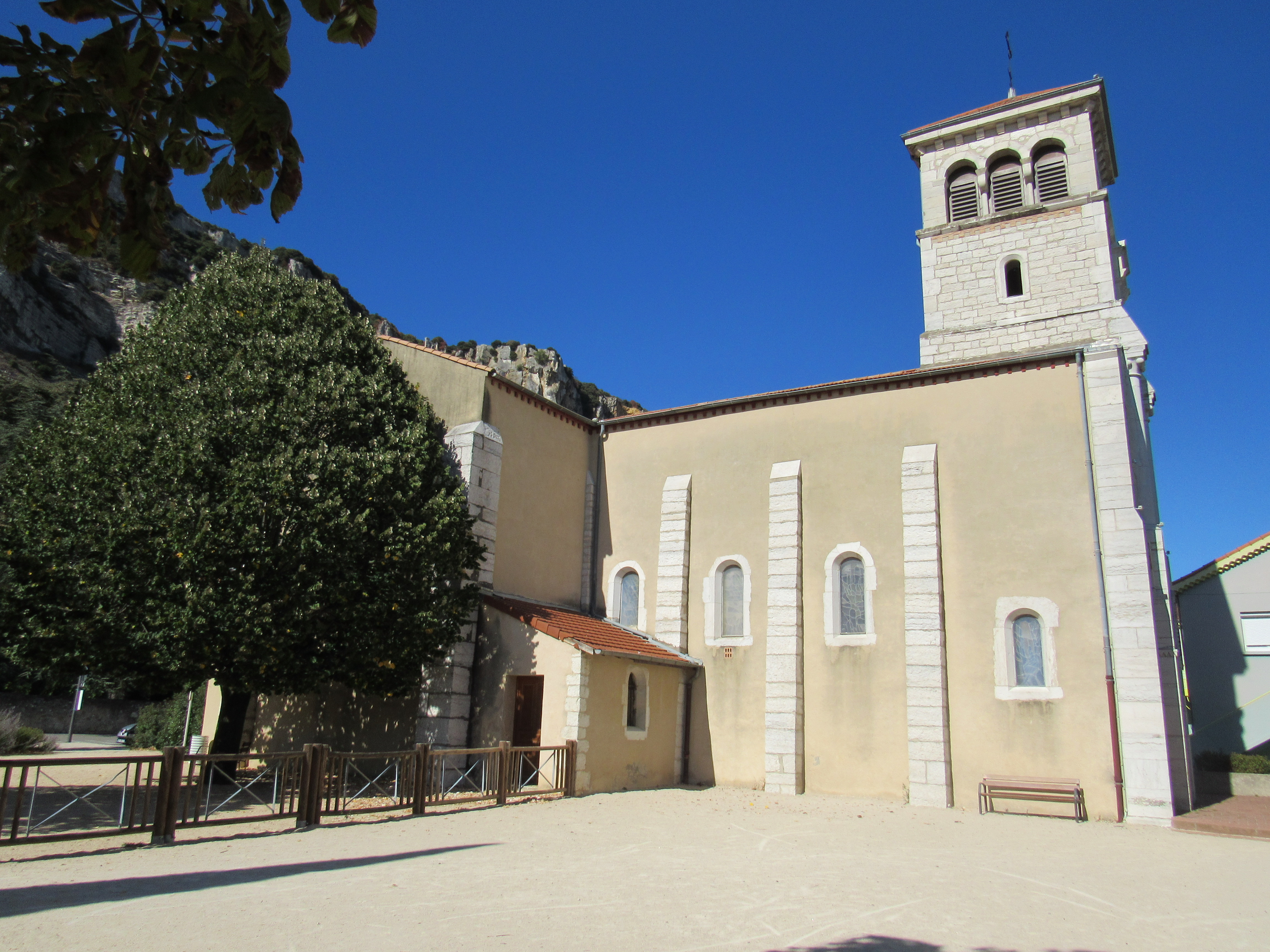
Katholieke kerk Sainte-Eulalie
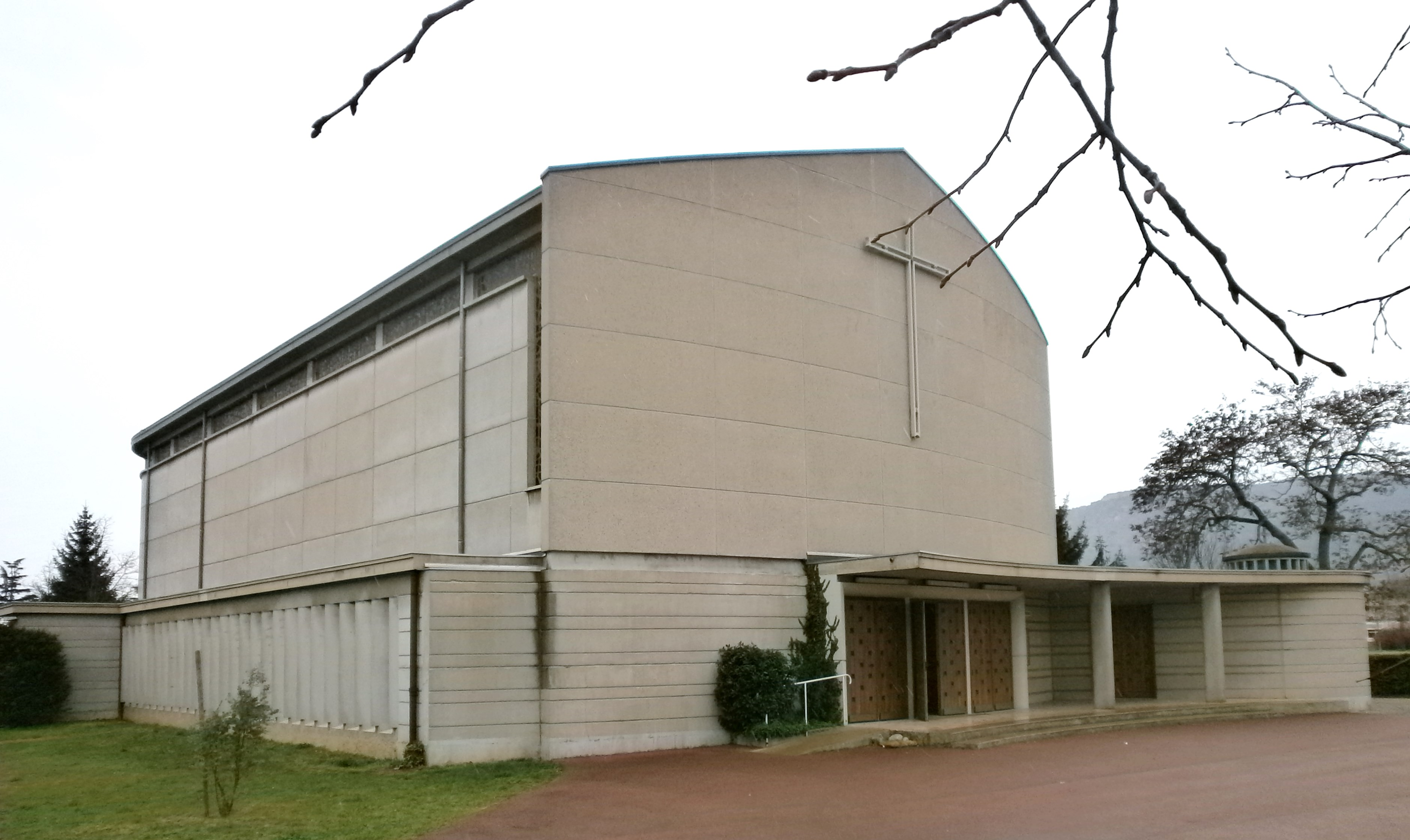
Katholieke kerk Sainte-Thérèse
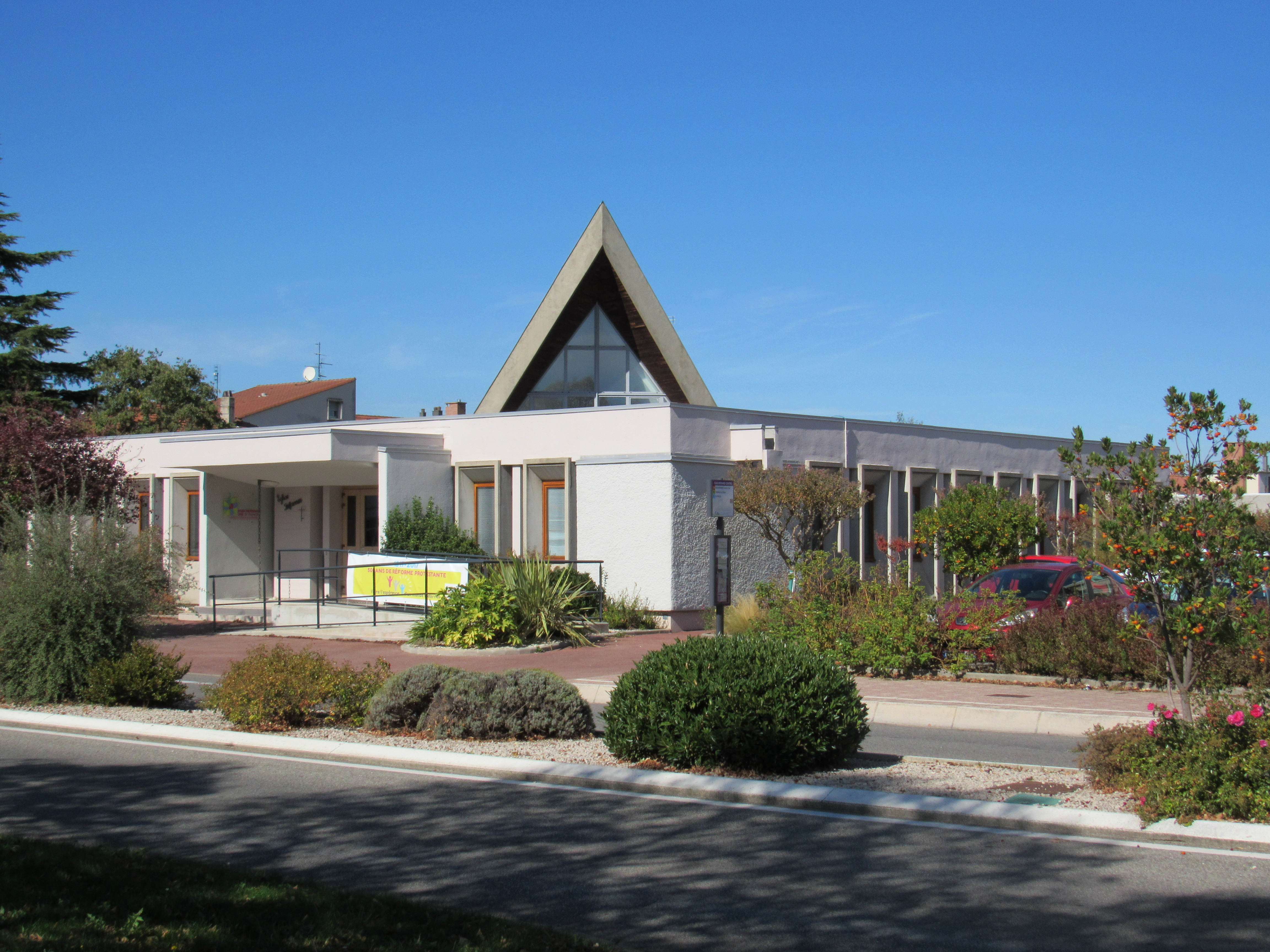
Protestantse kerk
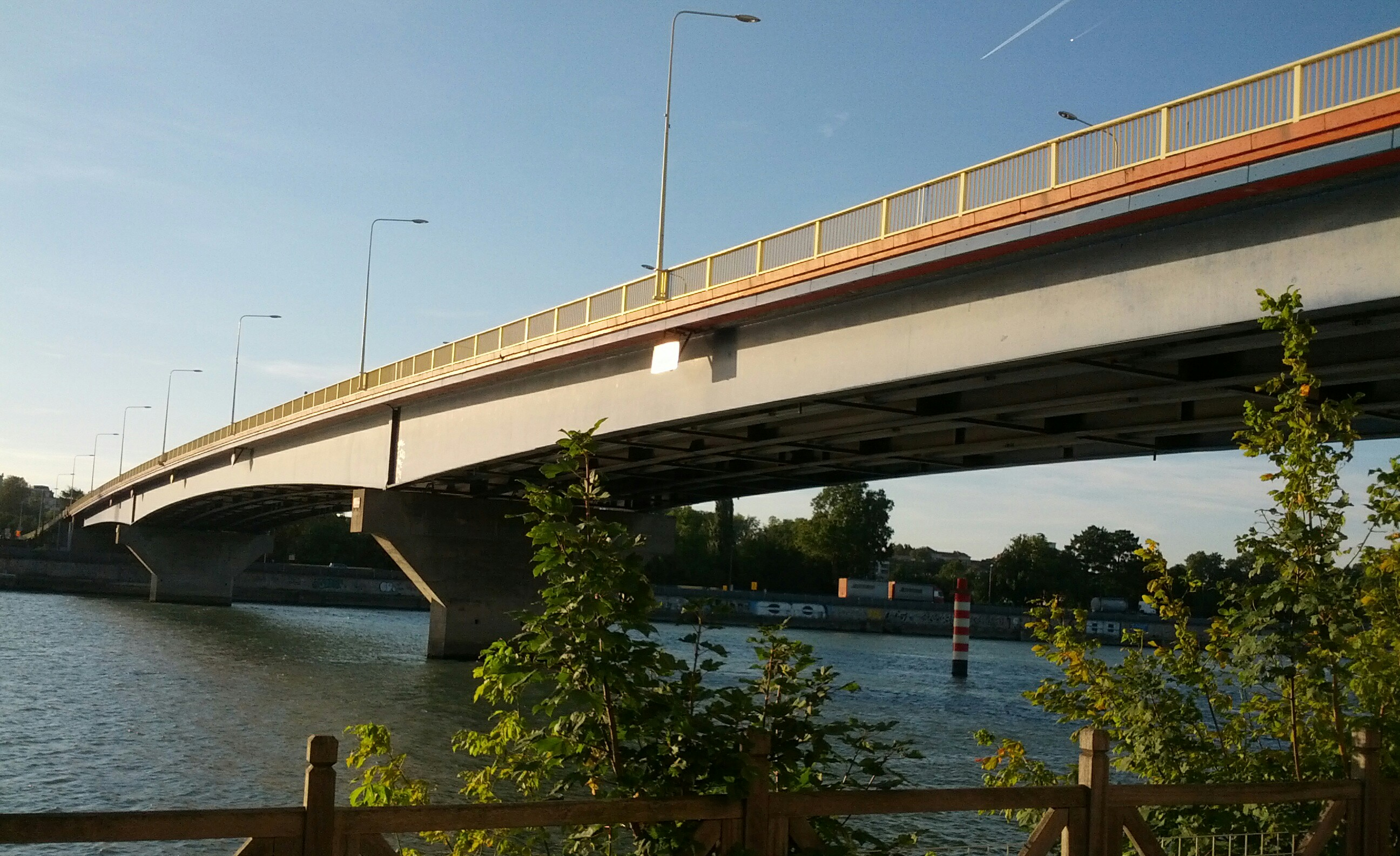
Brug over de Rhône